# District de Madurai
Le district de Madurai est un district de l'État du Tamil Nadu, dans le Sud de l'Inde. Sa capitale est Madurai.

## Géographie
La superficie du district est de 3 710 km2. Au recensement de 2011, il comptait 3 038 252 habitants.

### Villes
- Alanganallur